# Getsu getsu ka sui moku kin kin
Getsu getsu ka sui moku kin kin (月月火水木金金?) es una expresión idiomática japonesa la cual hace referencia al trabajo, renunciando al descanso los fines de semana (específicamente los sábados y domingos).

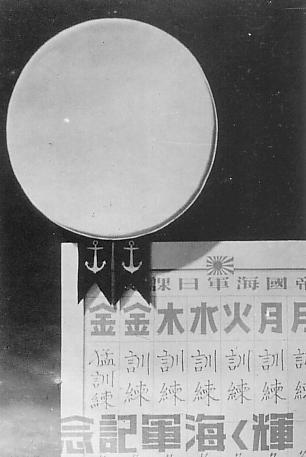
Póster de la fuerza naval japonesa.

La traducción literal de la expresión sería "Lunes, lunes, martes, miércoles, jueves, viernes y viernes".
Originalmente, la expresión fue usada por los soldados de la fuerza naval de la Armada Imperial Japonesa. Aún después de la victoria de la Guerra Sino-Japonesa por parte de los japoneses, ellos solían decir "No bajes la guardia, incluso después de una victoria" (勝って兜の緒を締めよ, Katte kabuto no o o shime yo). Basados en este pensamiento, desde el año 41 de la Era Meiji (Año 1908), los soldados cumplían con un entrenamiento intensivo, renunciando al descanso los fines de semanas. La expresión nace cuando el capitán de las Fuerzas Navales japonesas, quien en ese entonces era Yūzō Tsuru (津留雄三, Tsuru Yūzō), conversa con uno de sus colegas expresando lo siguiente:

Vaya, con todo ésto, se diría que trabajamos lunes, lunes, martes, miércoles, jueves, viernes y viernes ¿Verdad?

Existe una canción dedicada a esta expresión, la cual se comercializó saliendo a la venta el 20 de octubre de 1940 (Año 15 de la Era Shouwa). La misma fue escrita por Shunsaku Takahashi (高橋俊策, Takahashi Shunsaku) y compuesta por Yoshi Eguchi (江口夜詩, Eguchi Yoshi).